# René Stockman
René P. E. Stockman (Assenede, 13 de mayo de 1954) es un religioso católico belga, miembro de la congregación religiosa de los Hermanos de la Caridad y desde el año 2000 su superior general. Es médico psiquiatra y especialista en salud mental, además de autor de varios libros.

## Formación
René Stockman estudió en el Instituto Saint-Laurens de Zelzate entre 1966 y 1972. Finalizó la escuela secundaria con un diploma en economía.
En 1972 se incorporó a la Congregación de los Hermanos de la Caridad, fundada en 1807 por Pedro José Triest. Tras el noviciado  en Maria-Aalter (1972-1973), comenzó en Gante su formación como enfermero en el Instituto Superior de Profesiones Paramédicos (1973-1976).
Continuó con los estudios de licenciatura en ciencias médicas y sociales y gestión de hospitales de la Universidad de Lovaina (1977-1980). Su tesis se tituló Organización de la salud mental de atención de salud en Ruanda y Burundi. Además, obtuvo un certificado para la enseñanza secundaria (1981), en la misma universidad. Completó su educación mediante el doctorado. Su tesis se tituló: El lugar de lo religioso en la atención de salud mental, que consiguió la máxima calificación (1986).

## Actividad profesional
El Hermano René Stockman inició su actividad profesional en 1976, como jefe del departamento de atención de la salud en el Instituto Psiquiátrico de Sint-Julian de Gante (ahora llamado Instituto Dr. Guislain). Desde 1980 hasta 1987 fue director del Instituto de Enfermería Psiquiátrica Dr. Guislain en Gante y en 1982-1988 fue el director gerente del Instituto Dr. Guislain.
En 1988 fue nombrado director general de todas las instituciones de los Hermanos de la Caridad en Bélgica, hasta 1994.
En 1994 fue nombrado superior provincial de Saint-Vincent (Bélgica) de los Hermanos de la Caridad. En 2000 fue elegido superior general de los Hermanos. A partir de entonces residió principalmente en Roma, viajando extensamente por todo el mundo. Fue reelegido en 2006 para un segundo mandato de seis años.

## Obras

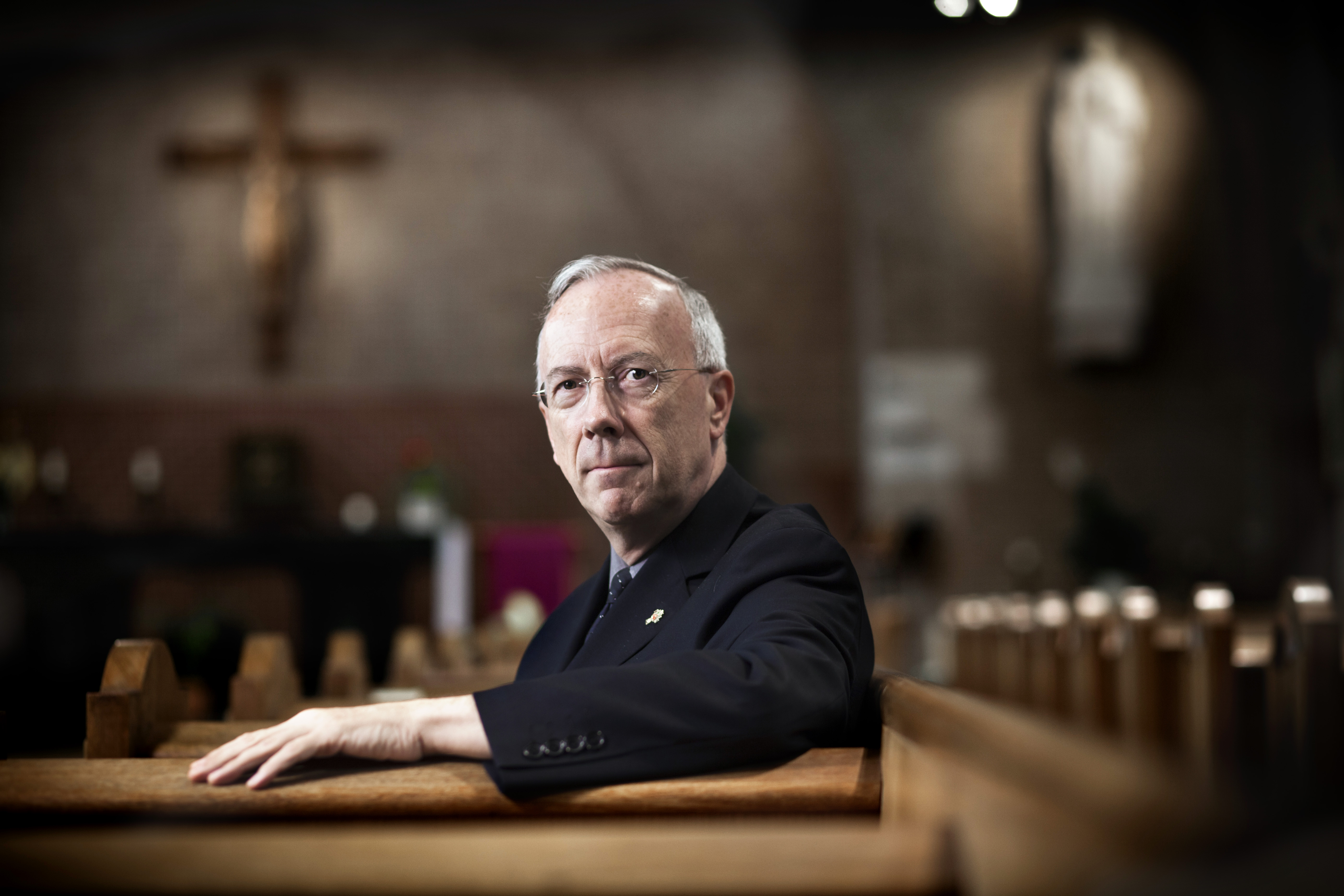
René Stockman.

### En flamenco
- Plaats van de religieuzen in de geestelijke gezondheidszorg, Uitgeverij Acco, Leuven, 1983
- Deontologie voor verpleegkundigen, Uitgeverij Aurelia - Paramedica, Gent, 1984
- Mijmeringen bij de geschiedenis van het Guislaininstituut, Uitgave Museum Dr. Guislain, Gent, 1987
- De Kerk en het verstoorde leven, Uitgeverij Lannoo, Tielt, 1988,
- Geen rede mee te rijmen. Geschiedenis van de psychiatrie, Uitgeverij Aurelia-Paramedica, 1989
- Beroepsethiek voor de verpleegkundige, Uitgeverij Aurelia-Paramedica, 1990
- Hoopvol op weg - Toekomstig beheer van congregationele gezondheidsinstellingen, Uitgeverij Acco, 1991
- Vastenheiligen, wondermeisjes en hongerkunstenaars, Uitgave Museum Dr. Guislain, Gent, 1991
- Bidden met Vader Triest, Broeders van Liefde, Gent, 1992
- Prof. André Prims, zoals we hem kennen en waarderen, Liber amicorum prof. André Prims
- Het beheer van congregationele gezondheidsinstellingen: historische achtergronden en toekomstperspectieven
- De vis heeft geen weet van het water, Een ethiek van het onvolkomene, Uitgeverij Pelckmans, 1995
- Het welzijn van de zorg, Acco, Leuven, 1996
- Zorg op maat en met een gelaat, Uitgeverij Garant, 1996
- Gezocht Gezicht, Uitgave Museum Dr. Guislain, Gent, 1996
- Met recht en rede - Waanzin tussen Wet en Kabinet, Uitgave Museum Dr. Guislain, Gent, 1997
- Bij de Heer zijn: gebedenboek van de Broeders van Liefde,  Lannoo, Tielt, 1997
- Uw hand in mijn hand - Gebeden voor onderweg, Lannoo, Tielt, 1997
- De goede mijnheer Triest: een biografie van Kanunnik Petrus Jozef Triest, 1998
- Het beroepsgeheim in de zorgverleningssector, Uitg. Intersentia, redactie, 1998
- Bouwen aan een spiritualiteit van gelukkig zijn, 4 audio-cassettes uitgegeven door het Dr. Anna Terruwe Centrum.
- Religieus leven nu en morgen, in: Redactie verslagboek VHOB-URB-colloquium 6-7/11/1998
- De maat van de liefde is liefde zonder maat,  Davidsfonds, Leuven, 1999
- Van nar tot patiënt,  Davidsfonds, Leuven, 2000
- Waar is in een bureaucratische cultuur de patiënt gebleven?, in: Hoe komt het dat ethici verschillend denken?  Schijnwerper op de cultuur - Dr. W.J. Eijk, Dr. J.P.M Lelkens (ed.),  Colombia, Oestgeest (NL), 2000, Hoofdstuk IX: p. 143-151.
- Uit handen gegeven, icoon van de schepping, Halewijn, Antwerpen.  2000
- Denken voor Vlaanderen - Over levenskwaliteit, Davidsfonds, Leuven, 2001, p. 75-88
- Vader Triest - 20 meditaties, 2001
- Vader Triest voor elke dag, 2001
- A. Demeulemeester: een schildersleven.  Ode aan de vriendschap, 2001, p. 83-87.
- Rede en waanzin.  Museum Dr. Guislain.  De ontwikkeling van de morele behandeling in België of het ontstaan van de gestichtspsychiatrie, 2001, p. 141-185
- In woorden geborgen - bloemlezing uit de geschriften van Vader Triest, 2002
- Maria in het licht - Icoon van het leven van de Moeder Gods,  Halewijn, Antwerpen, 2003
- Ubi Caritas - Godgewijd leven,  Carmelitana, Gent, 2003
- Triest, een vader voor velen,  Brothers of Charity Publications, Gent, 2003
- Uitdagingen voor de paus, in: Habemus Papam, het profiel van de volgende paus, Rik Torfs en Kurt Martens (ed.), Leuven, Davidsfonds, 2004, p. 128-132
- Liefde en barmhartigheid als weg van de bevestiging, in: Bevestiging, erfdeel en opdracht, Uitg. Damon Budel, 2004, p. 396-415.
- Schatten van mensen, Halewijn, Antwerpen, 2004
- Weten in wiens dienst ik sta, in: Guido Deblaere, innovator en inspirator, Lannoo, Tielt, 2004, p. 99-102
- Leiderschap in dienstbaarheid, de spiritualiteit van het leidinggeven, Lannoo, Tielt, 2004
- Mag ik je broeder noemen?  Religieuze broeders voor vandaag, Halewijn, Antwerpen, 2004
- Met de ogen van je hart, Halewijn, Antwerpen, 2004
- Triest Tour, 2005
- Brandde ons hart niet?, Davidsfonds, 2006
- Over een God die Liefde is, Halewijn, 2006
- Vincentius a Paulo, 2006
- Liefde in actie. 200 jaar Broeders van Liefde, Davidsfonds, 2007
- Pro Deo, Pelckmans, 2008
- Voor God alleen, Pelckmans, 2008
- Vincentius achterna, onze voorkeursoptie voor de armen, Halewijn, 2009
- Naar den Congo. 100 jaar Broeders van Liefde in Congo, Halewijn, 2011

### En español
- Stockman, René (2012). Ubi Caritas. Madrid: Publicaciones Claretianas. ISBN 9788479664008.